# Liste von Kraftwerken in Usbekistan
Die Kraftwerke in Usbekistan werden sowohl auf einer Karte als auch in Tabellen (mit Kennzahlen) dargestellt. Die Liste ist nicht vollständig.

## Installierte Leistung und Jahreserzeugung
Im Jahre 2015 lag Usbekistan bzgl. der installierten Leistung mit 12.930 MW an Stelle 54 und bzgl. der jährlichen Erzeugung mit 59 Mrd. kWh an Stelle 49 in der Welt. Der Elektrifizierungsgrad lag 2016 bei 100 %.

## Karte
| A |

| Angren |

| C |

| Chorvoq |

| Farkhad |

| Fergana |

| G |

| K |

| Navoi |

| Novo-Angren |

| Syrdarja |

| Takhiatash |

| Talimardjan |

| Taschkent |

| T |

## Kalorische Kraftwerke
| Name des Kraftwerks | Inst. Leistung (MW) | Brennstoff | Status     |
| ------------------- | ------------------- | ---------- | ---------- |
| Angren              | 484                 | Braunkohle | in Betrieb |
| Fergana             | 420                 | Schweröl   | in Betrieb |
| Navoi               | 1.618               | Erdgas     | in Betrieb |
| Novo-Angren         | 2.100               | Kohle      | in Betrieb |
| Syrdarja            | 3.050               | Erdgas     | in Betrieb |
| Takhiatash          | 730                 | Erdgas     | in Betrieb |
| Talimardjan         | 1.700               | Erdgas     | in Betrieb |
| Taschkent           | 2.230               | Erdgas     | in Betrieb |

## Wasserkraftwerke
| Name des Kraftwerks | Inst. Leistung (MW) | Fluss    | Status     |
| ------------------- | ------------------- | -------- | ---------- |
| Akkavak-1           | 34                  | Chirchiq | in Betrieb |
| Chirchiq            | 84                  | Chirchiq | in Betrieb |
| Chorvoq             | 620                 | Chirchiq | in Betrieb |
| Farkhad             | 126                 | Syrdarja | in Betrieb |
| Gazalkant           | 120                 | Chirchiq | in Betrieb |
| Khodjikent          | 165                 | Chirchiq | in Betrieb |
| Tavaksay            | 72                  | Chirchiq | in Betrieb |

Es gibt noch weitere Wasserkraftwerke mit installierten Leistungen von jeweils weniger als 20 MW.